# Tim Armstrong
Pour les articles homonymes, voir Armstrong.
Timothy Lockwood Armstrong né le 25 novembre 1965 à Berkeley en Californie est le guitariste et chanteur du groupe punk phare californien Rancid, ainsi que chanteur du groupe The Transplants et gérant du label indépendant Hellcat Records.

## Biographie

### Jeunesse et début de carrière

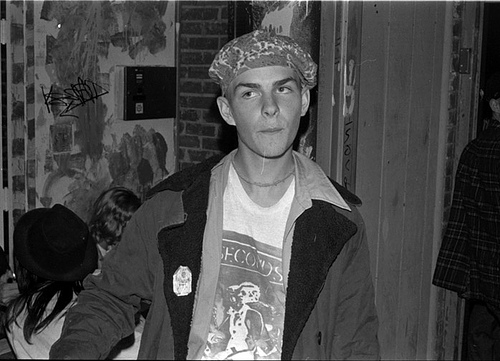
Armstrong au temps de Operation Ivy

Tim, de son vrai nom, Timothy Lockwood Armstrong, est né le 25 novembre 1965 à Berkeley en Californie. Tim à deux frères plus vieux, Jeff et Greg, ce dernier étant dans l'armée.
Armstrong fit la connaissance de Matt Freeman très tôt, à l'âge de cinq ans. Les deux grandirent à Albany, petite ville ouvrière du nord de la Californie. Immergé très tôt dans la culture punk les groupes favoris de Armstrong sont alors The Clash et The Ramones.
Selon Armstrong, s'il n'avait pas connu la musique des Ramones, il n'aurait jamais fait de musique. Armstrong commence donc comme guitariste pour le groupe punk Operation Ivy. Il se fait alors prénommer Lint et ne joue que de la guitare.
Malgré un succès certain de Operation Ivy, le groupe se sépare au bout de deux ans et de multiples démos et d'un unique album. Tim Armstrong et Matt Freeman collaborent alors avec différents groupes de la baie de San Francisco dont Dance Hall Crashers et Downfall.
Armstrong sombre dans l'alcool et devient sans-abri. Après l'envoi en cure de désintoxication et la séparation des différents groupe auquel ils participent, Matt Freeman pour aider Armstrong lui suggère de se focaliser sur un autre groupe. Rancid est alors créé.

### Carrière

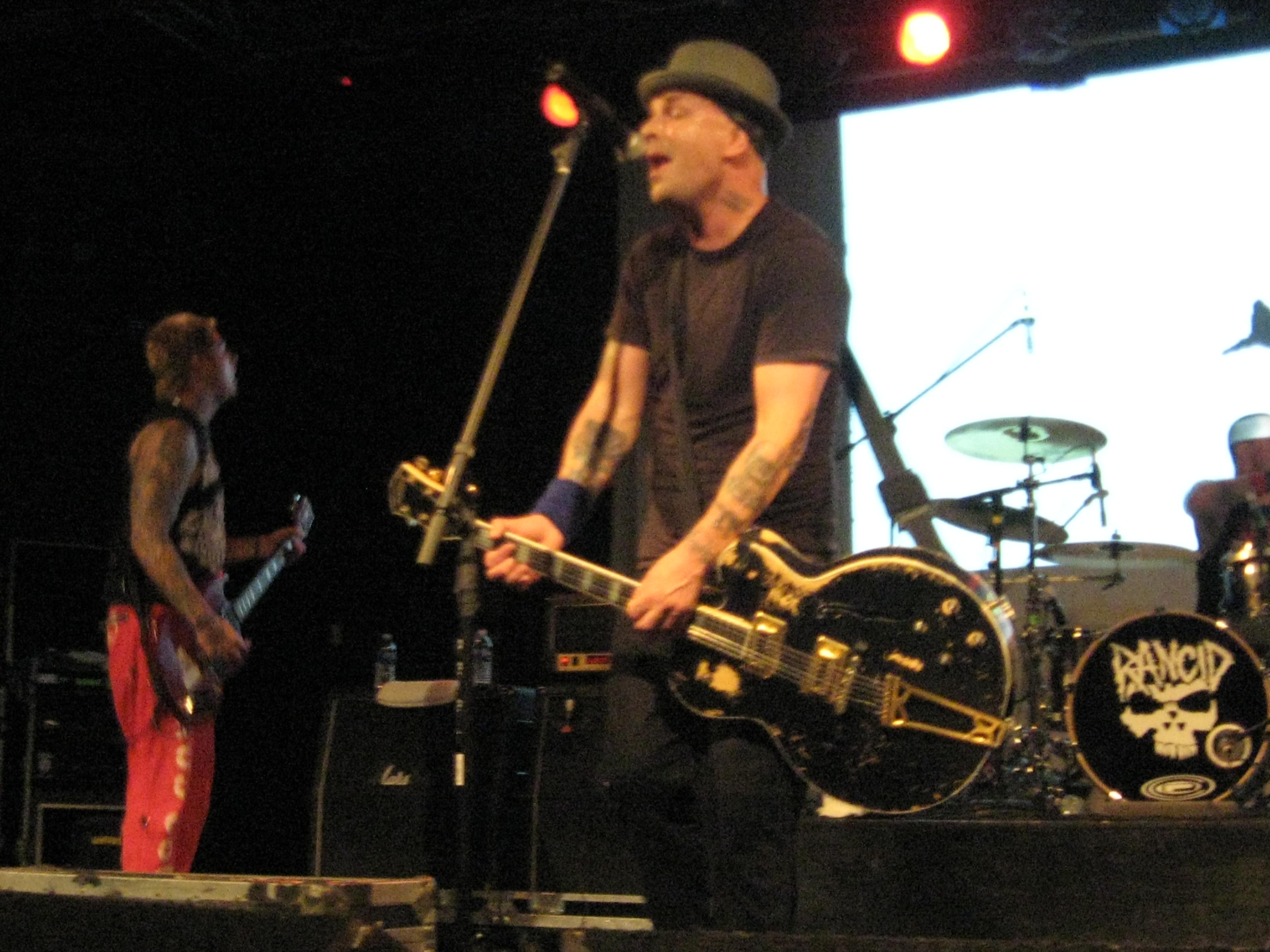
Tim en concert avec Rancid à Nashville en 2006

Armstrong forme Rancid avec Freeman en 1991. Ils embauchent Brett Reed alors colocataire de Armstrong comme batteur. Alors qu'à l'origine Billie Joe Armstrong (guitariste de Green Day) doit prendre le rôle de second guitariste dans le groupe, celui-ci renonce pour continuer avec son propre groupe Green Day. C'est donc l'ancien guitariste du groupe anglais UK Subs Lars Frederiksen, lui aussi originaire de la baie de San Francisco, qui intègre le groupe comme second guitariste.
Après une première démo en 1992, le groupe tape dans l'œil de Brett Gurewitz, guitariste de Bad Religion et propriétaire du label indépendant Epitaph Records. Le groupe signe avec le label et sort leur premier album Rancid en 1993. Le groupe part alors pendant une longue période en tournée et commence à se faire un nom sur la scène punk californienne.
S'ensuivra ensuite leur second album Let's Go en 1994, Rancid attire toutes les attentions des majors, mais continue sur Epitaph. Ensuite sort l'album qui met définitivement le groupe au sommet du punk américain avec ...And Out Come the Wolves qui sort en 1995. Le single Ruby Soho passe en boucle à la radio et est largement diffusé sur MTV.
Après la sortie de l'album Armstrong en profite pour créer son propre label musical, Hellcat Records, une division de Epitaph Records.
Rancid sort ensuite son quatrième album en 1997 avec Life Won't Wait enregistré en Jamaïque, à Los Angeles et à New York, le groupe affirme son originalité en proposant un album aux tonalités reggae, ska et jazz.
Après la sortie de l'album beaucoup plus hardcore et agressif Rancid 2000, Armstrong crée le groupe The Transplants avec le roadie de Rancid Rob Aston et le batteur de Blink 182 Travis Barker.
The Transplants se démarque de Rancid par un son plus hip-hop, garage rock. Le premier album intitulé Transplants sort en 2002 et reçoit de très bonnes critiques de la presse.
De plus, il collabore à l'écriture du premier album solo de Lars Frederiksen et son groupe Lars Frederiksen and the Bastards à Tokyo au Japon après la fin d'une tournée de Rancid en Asie. L'album sort en 2001 et s'intitule sobrement Lars Frederiksen and the Bastards (album).
Par la même occasion Armstrong déménage de Berkeley sa ville natale pour Los Angeles où il crée son propre studio d'enregistrement le Bloodclot Studio.

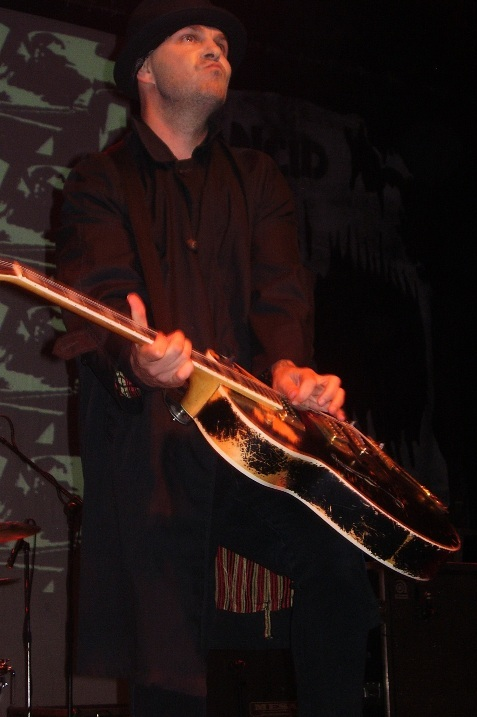
Tim en concert en 2003

Armstrong se replonge ensuite à l'écriture du nouvel album de Rancid, Indestructible. L'album sort en 2003 et ressemble beaucoup à ...And Out Come the Wolves. Le single Fall Back Down passe encore une fois en boucle sur MTV, et Armstrong affirme ses relations plus people en faisant apparaître Benji Madden de Good Charlotte et Kelly Osbourne dans le clip de Fall Back Down.
Après la tournée suivant l'album, le groupe se met en hiatus pour quelque temps. Armstrong se remet alors au boulot avec The Transplants et sort leur second album Haunted Cities en 2004. L'album ne marche alors pas autant que le précédent, aucun single officiel n'est diffusé et aucune tournée n'est alors prévue.
Durant cette période de hiatus, Tim Armstrong participe à la chanson What's Your Number? du groupe Cypress Hill et fait une apparition avec le groupe Left Alone signé chez Hellcat Records. De plus il coécrit avec la chanteuse P!nk 8 titres de son album Try This et apparait à la production du premier album solo de Gwen Stefani intitulé Love. Angel. Music. Baby..
Ensuite Armstrong enregistre avec le groupe de reggae The Aggrolites son premier album solo, A Poet's Life, album aux fortes sonorités Ska et Reggae.
En 2006 Rancid se reforme et mettra plus de 3 ans à écrire et enregistrer leur nouvel album Let the Dominoes Fall qui sort en juin 2009. Pour la première fois le groupe utilise des instruments et son nouveaux tels que la mandoline ou la cornemuse.

### Hellcat Records
Armstrong crée Hellcat Records en 1997. Hellcat est une division de Epitaph Records tenu par Brett Gurewitz. Cogéré par Armstrong et Gurewitz, Tim agit en tant que chercheur de talents à faire signer avec le label.
Les groupes signés chez Hellcat sont tous très variés, ainsi on trouve du psychobilly avec HorrorPops, The Creepshow et Nekromantix, du reggae avec The Aggrolites, du hip-hop avec Danny Diablo ou encore de la oi! avec Street Dogs.
Les projets parallèles de Armstrong et Frederiksen ont tous été signés chez Hellcat Records. Ainsi Lars Frederiksen and the Bastards et The Transplants ont tous été produits sous la bannière Hellcat Records.
On compte parmi les anciens groupes signés : les Dropkick Murphys, mais aussi le projet solo de Joe Strummer le mythique leader des Clash Joe Strummer and the Mescaleros ou encore le controversé chanteur de reggae King Django.

### Mariage avec Brody Dalle

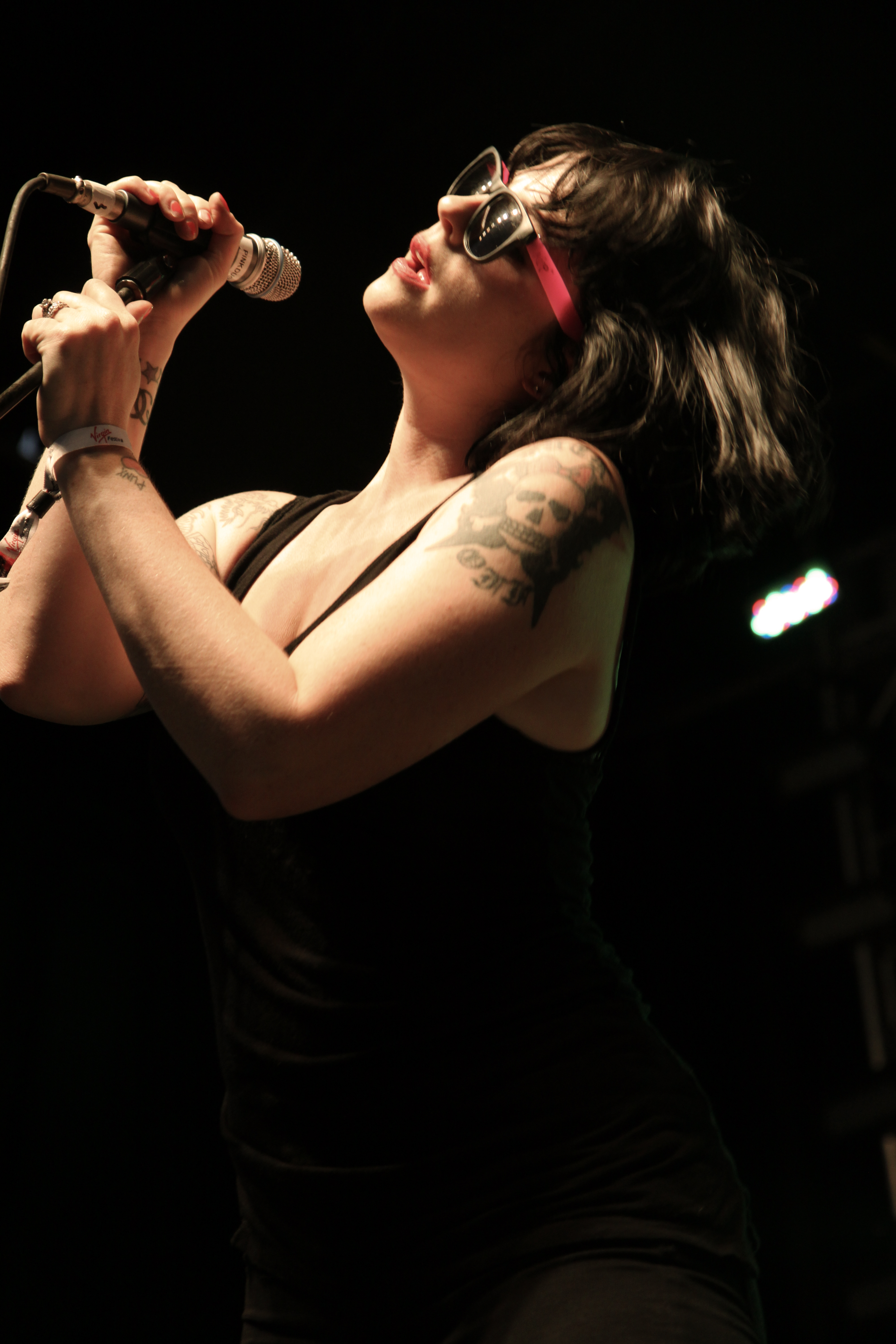
Brody Dalle avec son groupe Spinnerette

Armstrong rencontre pour la première fois la chanteuse du groupe The Distillers Brody Dalle lors d'un concert en Australie en 1996 ou Dalle et Rancid devaient jouer.
Bien que Armstrong soit de 13 ans son ainé (bien que Dalle avoua qu'elle menti sur son âge affirmant qu'elle avait 19 ans alors qu'elle n'en avait que 17), Dalle et Armstrong commencent à se voir régulièrement et à correspondre.
Après que leur relation soit devenue officielle, Dalle déménagea de Melbourne en Australie en 1997 pour rejoindre Armstrong à Los Angeles et ils se marièrent. Armstrong a alors 32 ans et Brody Dalle 18 ans. Après 6 ans de vie commune, le couple divorce en 2003.
Durant leur divorce, des photos de Brody Dalle embrassant le leader des Queens of the Stone Age Josh Homme sont publiées dans le magazine Rolling Stone. Armstrong déclare qu'il n'avait aucune idée de cette relation et accuse Dalle et Homme d'adultère.
Les réactions des fans de Rancid furent forte puisque Josh Homme reçut plusieurs menaces de mort de la part de fans en colère. Malgré tout, Dalle se marie avec Josh Homme et ont eu ensemble leur premier enfant en 2006.

## Discographie

### Operation Ivy
- Hectic EP (1988) – (sous le nom Lint) guitare et voix
- Energy (1989, 1991) – (sous le nom Lint) guitare et voix
- Seedy (1996) – (sous le nom Lint) guitare et voix

### Rancid
- Rancid (1993) – guitares et voix
- Let's Go (1994) – guitares et voix
- ...And Out Come the Wolves (1995) – guitares et voix
- Life Won't Wait (1998) – guitares et voix
- Rancid V (2000) – guitares et voix
- BYO Split Series, Vol. 3 (2002) – guitares et voix
- Indestructible (2003) – guitares et voix
- B Sides and C Sides (2007) – guitares et voix
- Let the Dominoes Fall (2009) – guitares et voix
- Honor Is All We Know (2014) – guitares et voix
- Trouble Maker (2017) – guitares et voix
- Tomorrow Never Comes (2023) – guitares et voix

### Transplants
- Transplants (2002) – guitares et voix
- Haunted Cities (2005) – guitares et voix
- Haunted Cities: Screwed and Chopped (2005) – guitares et voix
- "In A Warzone" (2013) - guitares et voix

### Album solo
- A Poet's Life avec The Aggrolites (2007) – guitares et voix
- Tim Timebomb Sings Songs From Rock N Roll Theater (2012) – guitares et voix

### Singles solo
- Tim Timebomb And Friends (2012 - 2013) - guitares et voix

### Albums produits
- Answer That and Stay Fashionable (1995) par AFI
- East los Presents (1997) par  Union 13
- At Ease (1997) par The Gadjits
- 'F-Minus (2000) par F-Minus
- Lars Frederiksen and the Bastards (2001) par Lars Frederiksen and the Bastards
- Try This (2003) par Pink
- Viking (2004) par Lars Frederiksen and the Bastards
- The Stories Are True (2006) par Time Again
- Decomposer (2006) par The Matches
- Live Freaky! Die Freaky!  (2006) par Tim Armstrong, Billie Joe Armstrong, Theo Kogan
- Sound Soldier (2007) par Skye Sweetnam
- Rebith (2012) par Jimmy Cliff

### Collaborations
- Love Is A Many Splendored Thing par AFI
- Television par Bad Religion
- Gotta Go par Agnostic Front
- Faster Than The World par H2O
- Fearful par The Specials
- Pick Yourself Up, Tired of Struggling, et Because of You par Stubborn All-Stars
- Policeman par The Silencers
- Tomorrow Burns par F-Minus
- Werecat et Moonlite Dreams par Tiger Army
- The Stories Are True par Time Again
- Cat Like Thief par Box Car Racer
- What's Your Number par Cypress Hill
- Dance Party Plus par Head Automatica
- You (Don't) Know Me par The Matches
- Go Go Go par Shiragirl
- My Life To Live par Lars Frederiksen and the Bastards
- City To City par Left Alone
- Travelin' Band par The Heart Attacks
- Outlaw par The Lordz
- It All Makes a Lot Less Sense Now par 7 Seconds
- Misty Days par Buju Banton
- No More par Black Flag
- Tell Me What You're Feeling par Nocturnal
- Sex And Violence par Danny Diablo
- Psycho White par Travis Barker et Yelawolf